# Mohamed Abouelghar
Mohamed Abouelghar (* 1. Oktober 1993 in Kairo) ist ein ägyptischer Squashspieler.

## Karriere
Mohamed Abouelghar begann seine professionelle Karriere im Jahr 2009 und gewann bislang zehn Turniere auf der PSA World Tour. Seine höchste Platzierung in der Weltrangliste erreichte er mit Rang sieben im Juni 2019. Bereits in seiner Zeit bei den Junioren feierte er größere Erfolge. In den Jahren 2011 und 2012 stand er jeweils im Finale der Junioren-Weltmeisterschaft, das er beide Male gegen Marwan Elshorbagy verlor. 2011 in Herentals unterlag er noch klar in drei Sätzen, im Jahr darauf in Doha endete die Partie mit 1:3. 2019 nahm er mit der ägyptischen Nationalmannschaft an der Weltmeisterschaft teil und gewann mit ihr den Titel.

## Erfolge
- Weltmeister mit der Mannschaft: 2019
- Gewonnene PSA-Titel: 10